# Peter Schieder
Peter Schieder (ur. 20 sierpnia 1941 w Wiedniu, zm. 11 października 2013 tamże) – austriacki polityk i samorządowiec, działacz młodzieżowy i partyjny. Wieloletni deputowany Rady Narodowej, w latach 2002–2005 przewodniczący Zgromadzenia Parlamentarnego Rady Europy.

## Życiorys
Po ukończeniu w 1960 gimnazjum realnego w Wiedniu podjął ostatecznie nieukończone studia prawnicze. Zaangażował się w działalność Socjalistycznej Partii Austrii (później Socjaldemokratycznej Partii Austrii). W latach 1964–1972 kierował partyjną młodzieżówką Sozialistische Jugend Österreich, był członkiem komitetu wykonawczego Międzynarodowej Unii Młodych Socjalistów, a od 1969 do 1971 prezesem World Assembly of Youth. W latach 1984–1988 był sekretarzem generalnym SPÖ, zasiadał w lokalnym i krajowym zarządzie partii. W młodości pracował jako krytyk filmowy i redaktor naczelny związanej z socjalistyczną młodzieżówką gazety „Trotzdem”, później był dyrektorem wydawnictwa WVG-Verlag i agencji reklamowej. Zasiadał również przez szereg lat w radzie Österreichischer Rundfunk.
W latach 1970–1973 i 1984–2006 deputowany do Rady Narodowej, w latach 70. i 80. członek władz wykonawczych Wiednia odpowiedzialny za środowisko. Jednocześnie w latach 1971–1973, 1973–1974 i 1987–2007 zasiadał w Zgromadzeniu Parlamentarnym Rady Europy. Od 1995 do 2002 kierował w nim frakcją socjalistów, a od 2002 do 2005 pełnił funkcję przewodniczącego.

## Życie prywatne
Zmarł po długiej chorobie 11 października 2013. Został pochowany z honorami na Cmentarzu Centralnym w Wiedniu. Jego synem jest polityk Andreas Schieder.

## Odznaczenia
- Odznaka Honorowa za Zasługi dla Republiki Austrii: Krzyż Wielki I klasy, Krzyż Wielki II klasy oraz Krzyż Komandorski I Klasy
- Komandor Orderu Izabeli Katolickiej
- Oficer Orderu Zasługi
- Krzyż Wielki Order Gwiazdy Rumunii
- Odznaka Honorowa za Zasługi Landu Wiedeń
- Doktorat honoris causa z politologii Uniwersytetu w Bukareszcie (2004)[2]